# 井上皓
井上 皓（いのうえ あきら、1936年8月29日 - 1999年4月23日）は、日本の経営者。東京エレクトロン社長を務めた。東京都出身。

## 来歴・人物
1960年に慶應義塾大学工学部機械工学科を卒業し、同年に日商に入社した。1978年に東京エレクトロン取締役に就任し、1987年2月に常務、同年10月に専務を経て、1990年12月に社長に就任。1996年6月には会長に就任。
1999年4月23日に骨髄異形成症候群のために死去。62歳没。